# Нікольський (Залісовський округ)
Ні́кольський (рос. Никольский) — селище у складі Залісовського округу Алтайського краю, Росія.
Стара назва — Нікольська.

## Населення
Населення — 95 осіб (2010; 164 у 2002).
Національний склад (станом на 2002 рік):
- мордовці — 71 %
- росіяни — 28 %